# Риби-пилки
Риби-пилки (Pristidae) — родина скатів з ряду лопатоносих скатів (Rhinopristiformes). Має 2 роди та 7 видів.

## Опис
Риба-пилка сягає в довжину 6-8 метрів, але за непідтвердженими даними розмір може досягати 10 метрів. Максимальна зафіксована вага склала 2400 кг.

## Спосіб життя
Живе риба в прибережній смузі на такій малій глибині, що її плавники виступають над поверхнею води. Здійснюючи сезонні міграції риба-пилка може запливати в прісноводні річки.
Основний раціон живлення складають тварини, що мешкають на дні. Риба виколупує їх своїм рилом, діючи їм як лопатою. Іноді вона вривається в зграю дрібних риб, і махаючи пилкою з боку в бік калічить жертву, потім підбирає її з дна. Їжу пилкорилів складають головним чином різні дрібні тварини, що живуть у ґрунті.
Риби-пилки розмножуються шляхом яйцеживородження, причому самка приносить 15-20 дитинчат. У ембріонів, що знаходяться в утробі матері, рило м'яке, а зуби «пилки» повністю сховані під шкірою до самого народження. Біля берегів Америки пилкорил робить сезонні міграції: з південних районів у північні влітку, і в зворотному напрямку восени. Він зустрічається не тільки в морській, але і в солонуватій і навіть прісній воді. Цей вид заходить іноді в річки, піднімаючись високо проти течії (інші види, наприклад австралійський пилкорил — Pristis leichhardti, постійно живуть у річках).

## Скат й людина

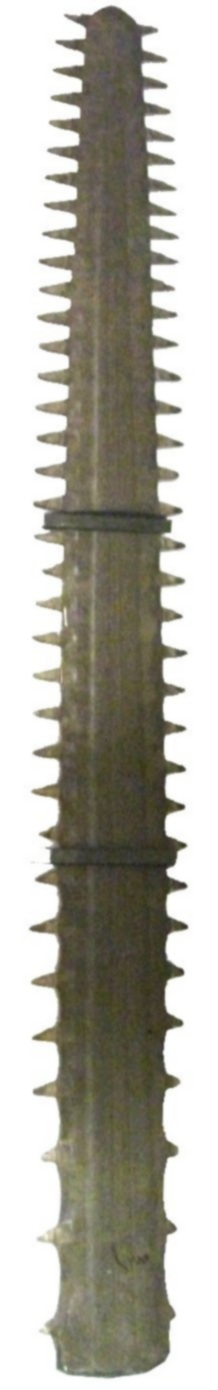

Скати-пилкорили мають невелике господарське значення. М'ясо їх досить грубе, але цілком їстівне. Традиційно вважається, що риба-пилка не представляє загрози для людини. Однак випадки нападу на людей все ж були зафіксовані. Найбільше побоюються риб в Панамській затоці, де жертви нападів померли. Іхтіолог Френсіс Дей, в 19 столітті описав напад риби-пили на плавця і розсічення його надвоє ударом риби. Важко сказати наскільки відповідає істині цей випадок, проте повірити в нього можна: розмір пилки досягає 1/3 від загальної довжини риби, а при вазі в кілька тонн, удар може бути дуже сильним.

## Поширення
Риба-пилка (Pristis pectinatus) або звичайний пилкорил, зустрічається біля берегів Атлантичного океану, в Середземному морі, біля узбереж Тихого і Індійського океанів. Вона досягає 4,8 м в довжину, а можливо, і більше (є повідомлення про спійманих риб довжиною до 6 м) і досить значної ваги — екземпляр довжиною 4,2 м важив 315 кг, а найбільша зафіксована вага склала майже 2400 кг (довжина цієї риби не була вказана).

## Роди та види
- Рід Anoxypristis  White & Moy-Thomas, 1941
  - Anoxypristis cuspidata  Latham, 1794
- Рід Pristis  Linck, 1790 — Риба-пилка
  - Pristis clavata  Garman, 1906
  - Pristis microdon  Latham, 1794
  - Pristis pectinata  Latham, 1794
  - Pristis perotteti  Müller & Henle, 1841
  - Pristis pristis  Linné, 1758
  - Pristis zijsron  Bleeker, 1851